# Alice Weidel
Alice Elisabeth Weidel (Gütersloh, 6 de fevereiro de 1979) é uma política alemã. Juntamente com Alexander Gauland, ela foi a principal candidata do seu partido de extrema-direita nacionalista, o Alternativa para a Alemanha, nas eleições federais na Alemanha em 2017. Nessas eleições, o seu partido recebeu 13% dos votos, o que colocou a AfD como o terceiro maior partido do parlamento alemão. 
Weidel é declaradamente lésbica. Sua companheira, Sarah Bossard, uma produtora de cinema suíça nascida no Sri Lanka, e os dois filhos do casal moram na Suíça, na fronteira com a Alemanha. Contudo, seu partido votou contra o casamento gay e a adoção de crianças por casais homossexuais. Weidel não criticou a postura do seu partido. Ela afirmou que a união civil já equipara casais gays aos heterossexuais. Weidel também afirmou que considera o aumento no número de islâmicos na Alemanha uma ameaça aos homossexuais. 